# Loriot doré
Oriolus auratus
Espèce
Statut de conservation UICN

 LC  : Préoccupation mineure
Le Loriot doré (Oriolus auratus) est une espèce d'oiseaux d'Afrique appartenant à la famille des Oriolidae.

## Description
Le mâle est très voyant avec son plumage typique jaune et noir, mais la femelle a un plumage tirant sur le vert plus terne. C'est un oiseau très farouche et même le mâle est très difficile à voir dans le gris, le jaune et le vert des feuilles de la canopée.
Son vol rappelle celui de la grive, fort et direct avec certains glissés sur de longues distances.
Son cri rappelle celui du geai, mais son chant est une belle mélodie weela-wee-ooo ou or-iii-ole, qu'on ne peut oublier une fois entendue.

## Habitat
Il habite les arbres à feuilles caduques des bois, vergers ou parcs.

## Répartition
Son aire de nidification s'étend de manière disparate en Afrique sub-saharienne de part et d'autre de l'Équateur.

## Reproduction
Le nid est construit dans une fourche d'arbre et contient 3 à 6 œufs.

## Alimentation
Il se nourrit d'insectes et de fruits qu'il trouve dans l'arbre où il passe la plupart de son temps.

## Sous-espèces
D'après la classification de référence (version 5.2, 2015) du Congrès ornithologique international, cette espèce est constituée des sous-espèces suivantes :
- Oriolus auratus auratus : Soudan ;
- Oriolus auratus notatus : miombo.

## Galerie

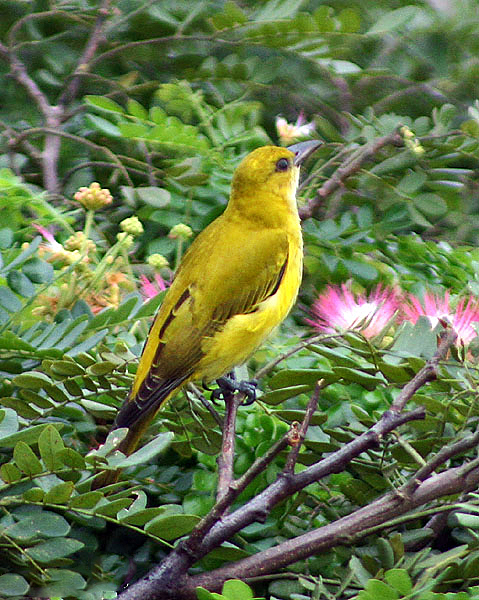
♀
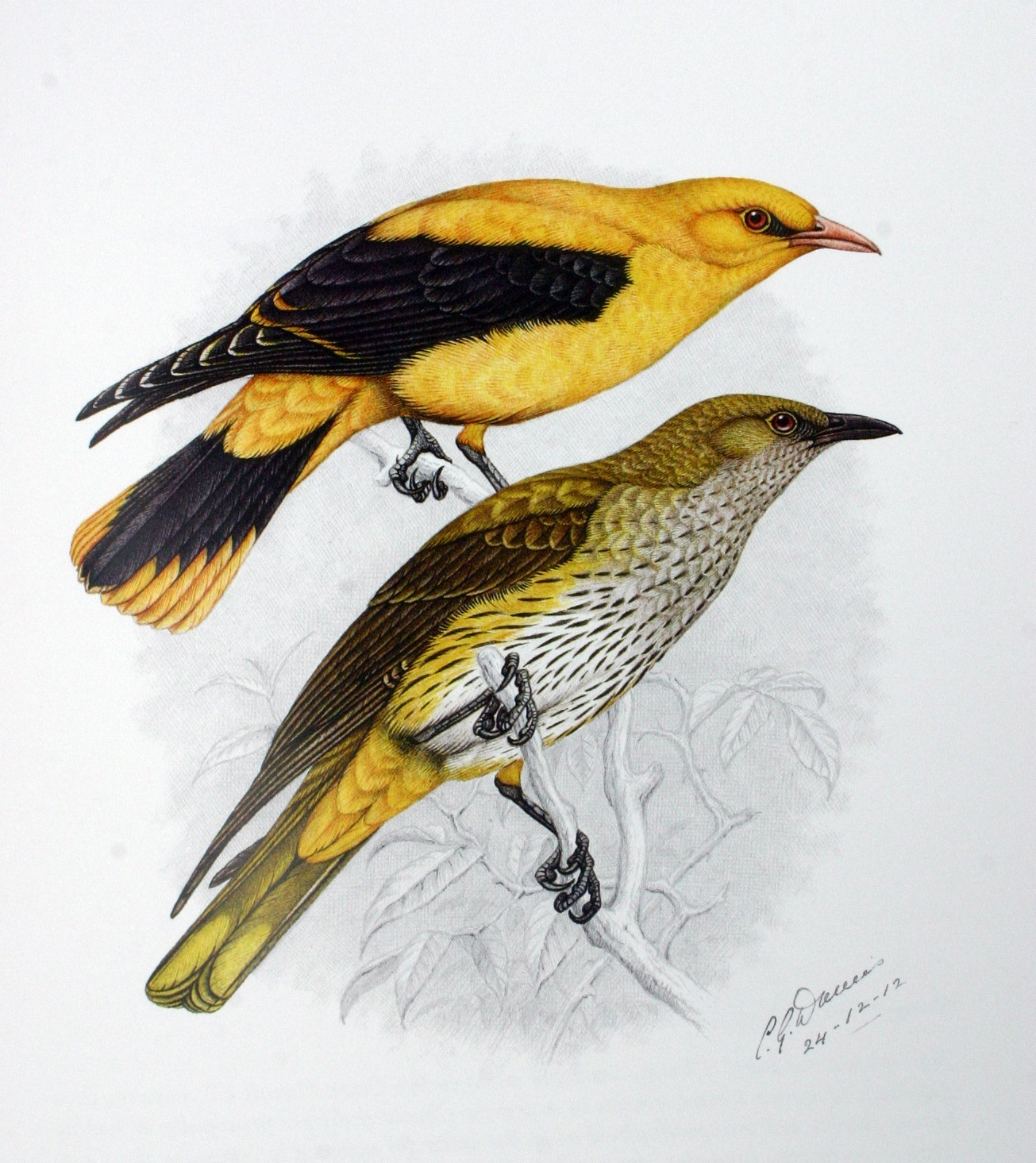
mâle adulte (en haut) et jeune